# Max Schuh
Max Schuh (* 20. Dezember 1916 in Innsbruck; † 8. März 2008) war ein österreichischer Pilot, Segelflieger und Tiroler Unternehmer in der Luftfahrtbranche.

## Biografie
Max Schuh besuchte die Realschule, wollte Pilot werden, konnte eine entsprechende Ausbildung allerdings nicht finanzieren. Nach dem Abitur studierte er Chemie und Physik. Er war sportlich aktiv, übte mit dem Extrembergsteiger, seinem Freund Hias Rebitsch, Bergsteigen. Beim Skispringen als sogenannter „Jungmanne“ stand er unter der Ausbildung des norwegischen Olympiasiegers Birger Ruud. Er sprang damals schon 76 Meter auf der Olympiaschanze in Garmisch-Partenkirchen.
Während des Zweiten Weltkriegs kam er als Bordfunker in Polen zum Einsatz und erlitt dort 1939 einen schweren Wirbelbruch. Nach einjähriger Liegezeit in Berlin im Lazarett war er kriegsuntauglich als „AV“ (arbeitsverwendungsfähig) geschrieben und konnte an der Universität weiter arbeiten. Als wissenschaftlicher Assistent am chemischen Institut der Universität Innsbruck erhielt er einen Forschungsauftrag zur Nylonfaser. Bei Experimenten an einem Verbrennungsofen fing ein Produkt Feuer und Schuh erlitt am ganzen Körper Verbrennungen.
Er erwarb ein Segelflugzeug vom Typ Ka8, mit der er und seine Frau Anneliese die internationale Nadel einer Gold C erflogen (über 300 km Flug).
Max Schuh war an der Initiative eines Instrumenten-Landeflugsystems für die notwendig gewordene Landebahnverlängerung involviert. Dies war die Voraussetzung für die Landung größerer Flugzeuge in Innsbruck.

### Aircraft International
1958 gründete er mit seiner Frau Anneliese Schuh-Proxauf die Firma Aircraft Innsbruck Luftfahrtgesellschaft mbH und Co KG, das Taxi-, Rund-, Schul- und Skiflüge durchführte. Er führte Versorgungsflüge für die verschiedenen Alpenvereinshütten mit einem Skilandeflugzeug durch, wenn der Landeplatz gegeben war, später mit dem Hubschrauber, der hauptsächlich für Lastenflüge eingesetzt wurde.
Am 5. Juli 1976 führte er seinen ersten Ambulanzflug mit einer Cessna Citation 500 durch.
Seine Firma Aircraft erhielt die internationale Linienberechtigung, obwohl die staatliche AUA eine negative Stellungnahme abgab. Der damalige Landeshauptmann Wallnöfer bot eine Ausfallhaftung an, man brauchte diese Unterstützung aber nicht in Anspruch zu nehmen.
1978 verkauften Max und Anneliese Schuh ihr Flugunternehmen an Gernot Langes-Swarovski, der die Flächenflugzeuge übernahm und an Christian Schwemberger-Swarovski, der die Hubschrauber übernahm.